# Yudin (Schiff)
Die Yudin ist ein 1985 als Stanislav Yudin gebautes Kranschiff.

## Geschichte
Das Schiff wurde auf der finnischen Werft Wärtsilä für das sowjetische Erdgasministerium gebaut. Die Kiellegung erfolgte am 16. Dezember 1983, die Fertigstellung am 31. Juli 1985. Ab 1992 fuhr das Schiff für das niederländische Unternehmen Seaway Heavy Lifting.
Das als Stanislav Yudin gebaute Schiff wurde Anfang 2019 in Seaway Yudin umbenannt. 2024 erhielt es den Namen Yudin.

## Technische Daten und Ausstattung
Der Antrieb des Schiffes erfolgt dieselelektrisch. Für die Propulsion stehen zwei von Elektromotoren angetriebene Propellergondeln mit jeweils 2.800 kW Leistung zur Verfügung. Das Schiff ist mit zwei Querstrahlsteueranlagen mit jeweils 1.335 kW Leistung ausgerüstet.
Für die Stromerzeugung stehen drei Dieselgeneratorsätze des Herstellers Wärtsilä (Typ: 12V32) mit jeweils 4.095 kW Leistung (Scheinleistung: 4.860 kVA) zur Verfügung. Darüber hinaus wurde ein Notgenerator mit 543 kW Leistung (Scheinleistung: 625 kVA) verbaut.
Die Decksaufbauten befinden sich im vorderen Bereich des Schiffes. Vor dem Deckshaus befindet sich ein auf der Back angebrachter Hubschrauberlandeplatz, der für den Einsatz von Sikorsky S-61-Hubschraubern geeignet ist. Im Heckbereich befindet sich ein Kran, der seit einem Umbau 1996 2.500 t heben kann. Der Kran verfügt über ein weiteres Hebewerk, das 500 t heben kann. Ursprünglich hatte der Kran über zwei kombinierbare Hebewerke, die jeweils 800 t heben konnten, eine Kapazität von 1.600 t. Ein zusätzliches Hebewerk konnte 400 t heben. 1992 wurde der Kran ertüchtigt und mit einem Hebewerk ausgerüstet, das 2.000 t heben konnte. Das Hilfshebewerk wurde dabei auf die heutige Kapazität von 500 t ertüchtigt. Der Kran kann in einer Höhe von knapp 80 m arbeiten. Das zusätzliche Hebewerk erreicht rund 100 m.
Das Schiff kann auch mit Hilfe von insgesamt acht Ankern verankert werden.
Die offene Deckfläche zwischen den Decksaufbauten und dem Kran beträgt 2.560 m². Sie kann mit 5 bis 10 t/m² und insgesamt 5.000 t belastet werden.
An Bord ist Platz für 151 Personen.